# Johan Östling (skådespelare)
Carl Johan Östling, tidigare Andersson, född 27 september 1973 på Norrstrand i Karlstad , är en svensk musiker och skådespelare. Han var tidigare medlem i gruppen The Starboys, men lämnade gruppen 2013.
Han deltog i, och vann, Hela kändis-Sverige bakar 2017 i TV4.

## Filmografi
- 2003 – Smala Sussie
- 2005 – Tjenare kungen
- 2009 – Bröllopsfotografen
- 2012 – Mammas pojkar
- 2015 – Ack Värmland (TV-serie)
- 2017 – Ack Värmland (TV-serie)
- 2017 – Hela kändis-Sverige bakar (TV-serie)
- 2018–2021 – Hela Sverige bakar (TV-serie)
- 2022 – Secret Song Sverige (TV-serie)
- 2022 – Värmländsk Voodoo (Humorföreställning) [3]
- 2023 – Från trakten (TV-serie)
- 2026 – Grannfejden